# Ferruccio Pizzigoni

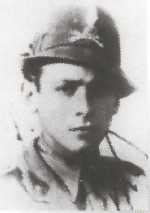
Ferruccio Pizzigoni

Ferruccio Pizzigoni (Milano, 7 maggio 1919 – Lero, 12 novembre 1943) è stato un militare italiano, Medaglia d'oro al valor militare alla memoria.

## Biografia
Il padre Pericle Pizzigoni , ingegnere ed imprenditore, padre di cinque figli, colonnello d'artiglieria durante la prima guerra mondiale, era fratello della madre dei Fratelli Calvi. 
Ferruccio, primogenito, iscritto alla facoltà d'ingegneria del Politecnico di Milano, nel 1939 frequenta il corso allievi a Brà e viene assegnato come sottotenente d'artiglieria , al 4º Reggimento Artiglieria Alpina della Divisione Cuneense. 

Dopo l'8 settembre 1943 si trovava a Lero, in Grecia, come aggregato al comando della difesa marittima. Durante l'attacco delle forze tedesche difende eroicamente la sua batteria sino a quando, terminate le munizioni, viene fatto prigioniero e, denunciatosi quale ufficiale, cade martoriato dai nazisti a soli 24 anni.
Il fratello minore Bruno, partigiano a 18 anni, fu catturato dai tedeschi e deportato nel campo di concentramento di Mauthausen da dove uscì miracolosamente al termine della guerra, minato nel fisico e nello spirito. È stato il più giovane avvocato d'Italia, anche se non poté esercitare a lungo la professione.
Ferruccio Pizzigoni, figlio primogenito di Bruno, nato il 28.03.1959, svolge oggi l'attività di avvocato e detiene la medaglia d'oro al valor militare.

## Onorificenze

### Riconoscimenti
- Il Politecnico di Milano gli ha conferito la laurea ad honorem.